# Gwiazda pięciopromienna

Złota gwiazda pięciopromienna

Gwiazda pięciopromienna (☆) jest często spotykanym ideogramem. Gdy jest narysowana za pomocą odcinków równej długości a kąt między ramionami w każdym z jej szczytów wynosi 36°, określana jest jako „złota gwiazda pięciopromienna”. Gdy połączymy liniami prowadzonymi wewnątrz gwiazdy jej ramiona, otrzymamy pentagram – symbol o odniesieniach mistycznych i magicznych.

## Symbolika

### Gwiazda pięciopromienna w weksylologii

flaga Pakistanu
flaga Chile
flaga Nowej Zelandii
flaga Maroka
flaga Etiopii
flaga Chińskiej Republiki Ludowej
flaga europejska
flaga Filipin
flaga Singapuru
flaga Turcji
flaga Stanów Zjednoczonych
flaga Somalii
flaga Bośni i Hercegowiny
flaga Korei Północnej
flaga Wietnamu
flaga Panamy
flaga Grenady
flaga Wysp Salomona
flaga Algierii
flaga Australii

Gwiazdy pięciopromienne często występują na flagach, najczęściej są jednobarwne, niekiedy zdarza się, że mają obwódkę odmiennego koloru, jak np. na fladze Nowej Zelandii. Pentagram obecnie występuje na dwóch flagach państwowych: Maroka i Etiopii. Są spotykane znacznie częściej, niż inny symbol weksylologiczny – gwiazda ośmiopromienna.
Gwiazdy pięciopromienne występują na fladze Stanów Zjednoczonych. Każda z nich symbolizuje jeden stan.

### Druzowie
Druzowie, będący potomkami uchodźców z Egiptu rządzonego przez Fatymidów, używają jako symbolu gwiazdy pięciopromiennej o ramionach w barwach zielonej, czerwonej, żółtej, błękitnej i białej. Obecnie zamieszkują głównie Syrię, Liban i Izrael. Mimo iż dzielą część wierzeń z muzułmanami i chrześcijanami, przez wyznawców tych dwóch religii uważani są za pogan.

Gwiazda Druzów

### Inne użycie symbolu
- Gwiazda pięciopromienna była symbolem Imperium Osmańskiego.
- Gwiazda pięciopromienna jest jednym z symboli bahaizmu, symbolizuje w tej religii "haykal" (arab. świątynia) – manifestację Boga, symbol wprowadził i wyjaśnił jego znaczenie Báb.
- Jest to również symbol używany przez terrorystów z marksistowsko-leninowskiej grupy Czerwone Brygady.
- W masonerii gwiazda pięciopromienna symbolizuje światło, wiedzę i doskonałość.
- Zielona gwiazda pięciopromienna jest symbolem esperanta[3].

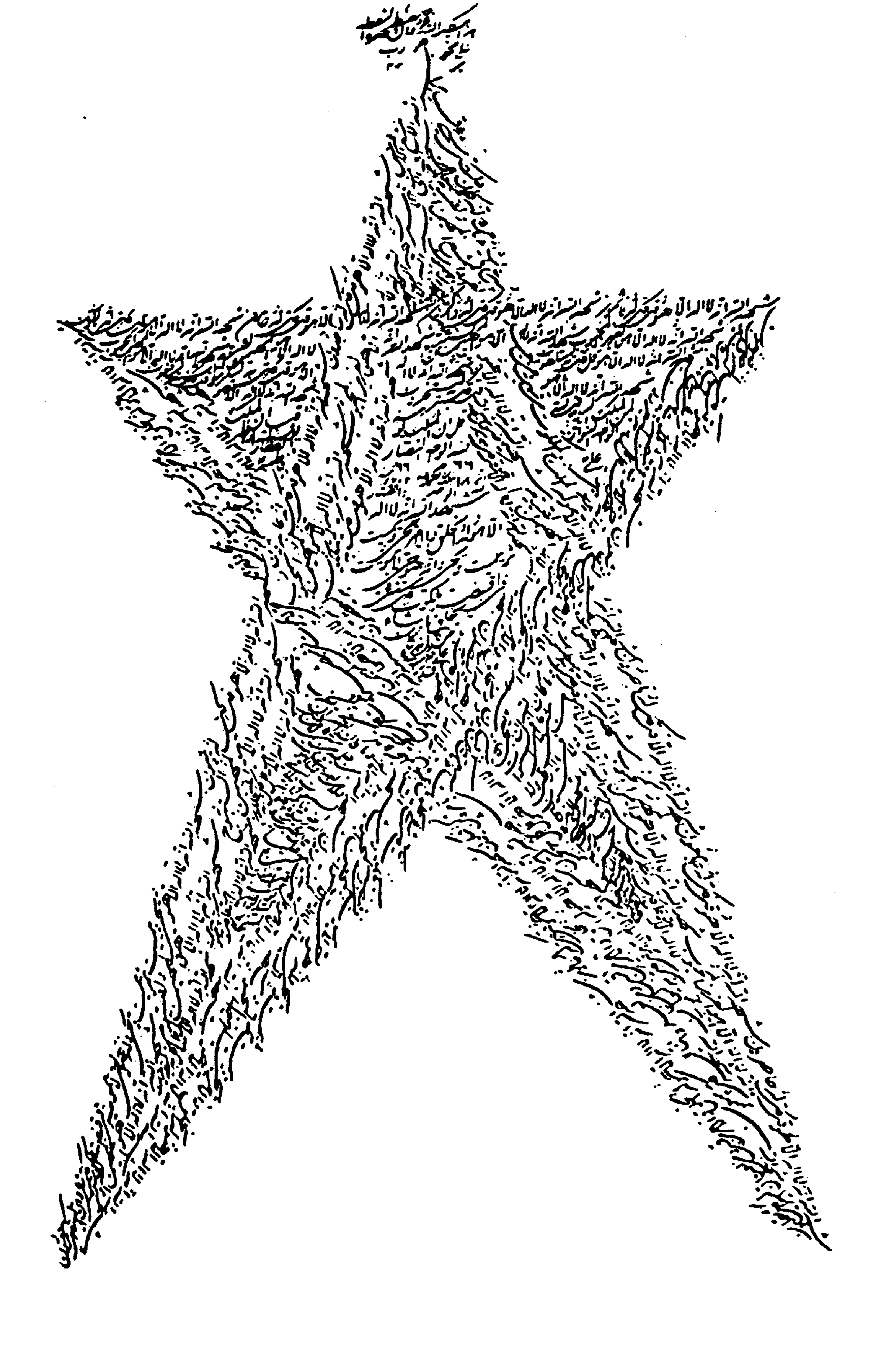
Gwiazda pięciopromienna jako symbol bahaistyczny
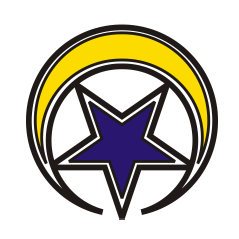
Znak jednego z korpusów Armii Unii
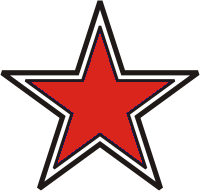
Znak jednego z korpusów Armii Unii
Typowe przedstawienie gwiazdy i półksiężyca
Zielona gwiazda – symbol esperanta

## Wzory
- Bok: {\displaystyle a}
- Obwód: {\displaystyle 10a}
- Promień okręgu opisanego: {\displaystyle R=a{\sqrt {1+{\tfrac {2}{\sqrt {5}}}}}}
- Promień okręgu wpisanego: {\displaystyle r=a{\sqrt {\tfrac {2}{5+{\sqrt {5}}}}}}